# Зв'язна сума

Зв'язна сума сфери з двома ручками і тора.

Зв'язна сума — конструкція в топології, яка дозволяє побудувати зв'язний n-вимірний многовид за двома даними зв'язними n-вимірними многовидами.
Зв'язну суму многовидів {\displaystyle M} і {\displaystyle N} зазвичай позначають {\displaystyle M\#N}.
Загальніше, можна також об’єднати многовиди вздовж ідентичних підмноговидів; це узагальнення часто називають волоконною сумою[прояснити: ком.]. Існує також тісно пов'язане поняття в теорії вузлів, називане сумою вузлів або композицією вузлів.

## Побудова
Для побудови зв'язної суми {\displaystyle M\#N} необхідно вирізати з M і N по відкритій кулі і склеїти отримані сферичні краї. Якщо обидва многовиди орієнтовані, то при склеюванні враховується орієнтація. Хоча побудова включає вибір куль, результат унікальний з точністю до гомеоморфізму.
Зв'язну суму можна визначити і в гладкій категорії, тоді результат буде унікальним з точністю до дифеоморфізму.

## Приклади
- {\displaystyle S^{n}\#M^{n}} гомеоморфна {\displaystyle M^{n}}.

Властивості
- Операція зв'язної суми комутативна з точністю до дифеоморфізму; тобто, {\displaystyle M\#N} дифеоморфна {\displaystyle N\#M}.
- Відносно операції зв'язної суми, гладкі структури на сфері утворюють групу.